# Lago Casere
Il lago Casere (detto anche Lago Pian Casere) è un lago artificiale delle Alpi Orobie, situato in alta Valle Brembana nel comune di Branzi. Ha una superficie di 144.000 metri quadrati.
Lo si raggiunge solitamente partendo da Carona o da Branzi. La via più breve prevede la partenza dall'abitato di Branzi: si imbuca il sentiero che, subito all'inizio del paese, sale per la val Borleggia fino a giungere in vista del lago. Salendo da Carona, invece, si parte dalla riva del lago di Carona sul lato opposto dell'abitato, all'altezza del piazzale con bar antistante. Si prende il sentiero per i Laghi Gemelli, che sale attraverso una pineta ripida incrociando in diversi punti la teleferica dell'Enel, fino a giungere sotto la diga del Lago Marcio. Dopo una breve salita a destra della diga si giunge al sentiero che costeggia a sud il Lago Marcio e, arrivati in fondo al lago, si apre in basso verso sud il bacino del Lago Casere.

## Galleria d'immagini

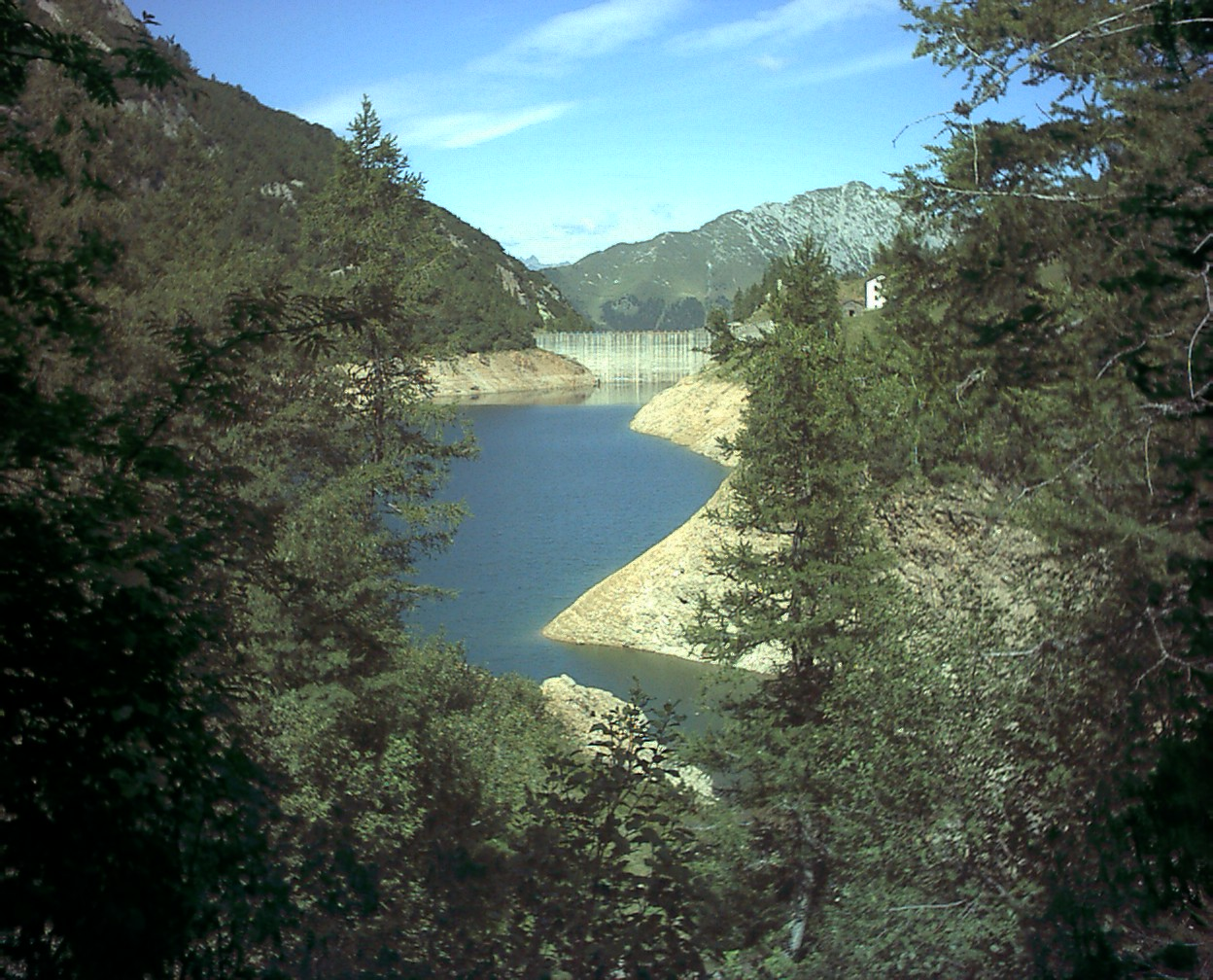
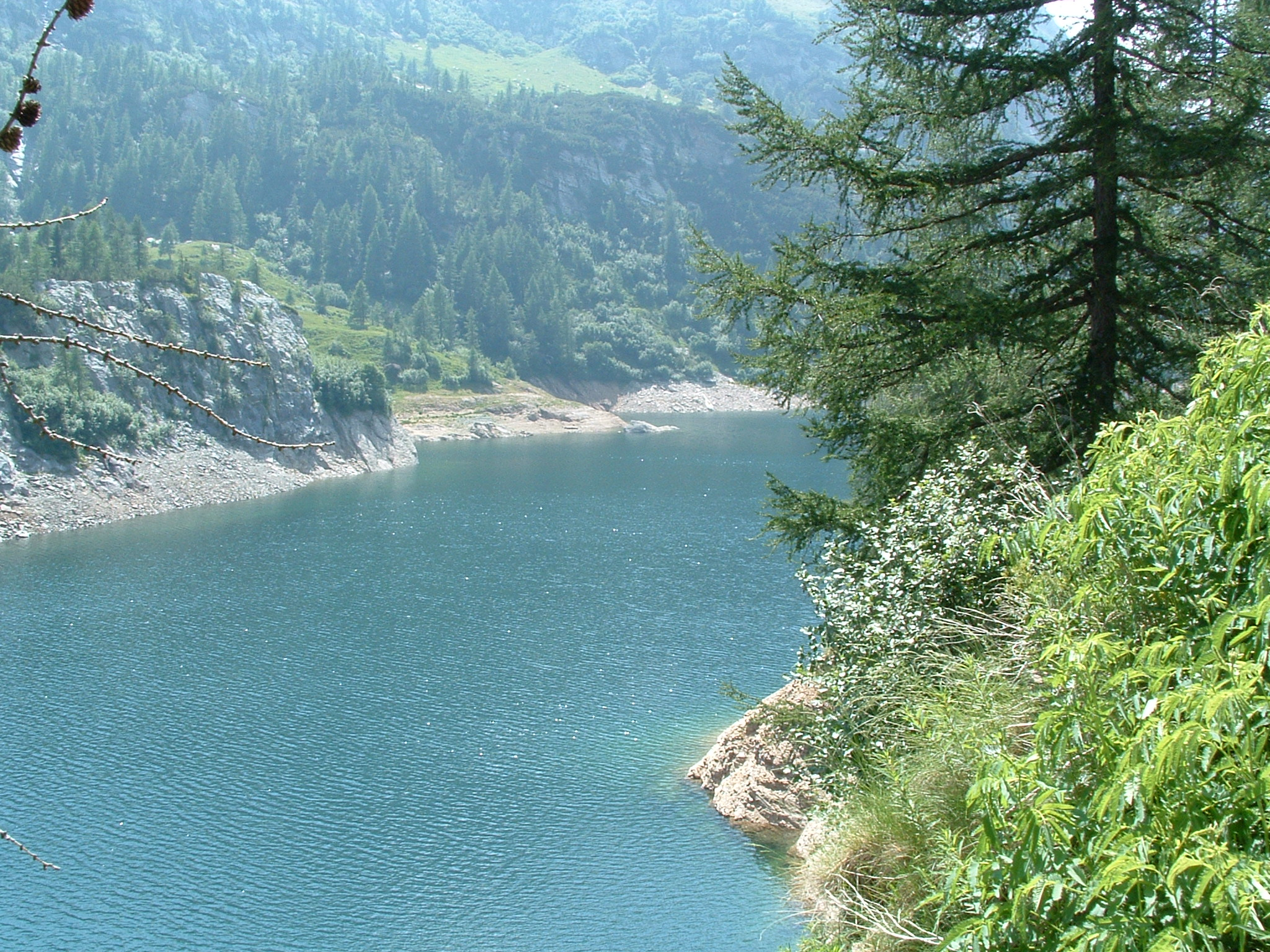
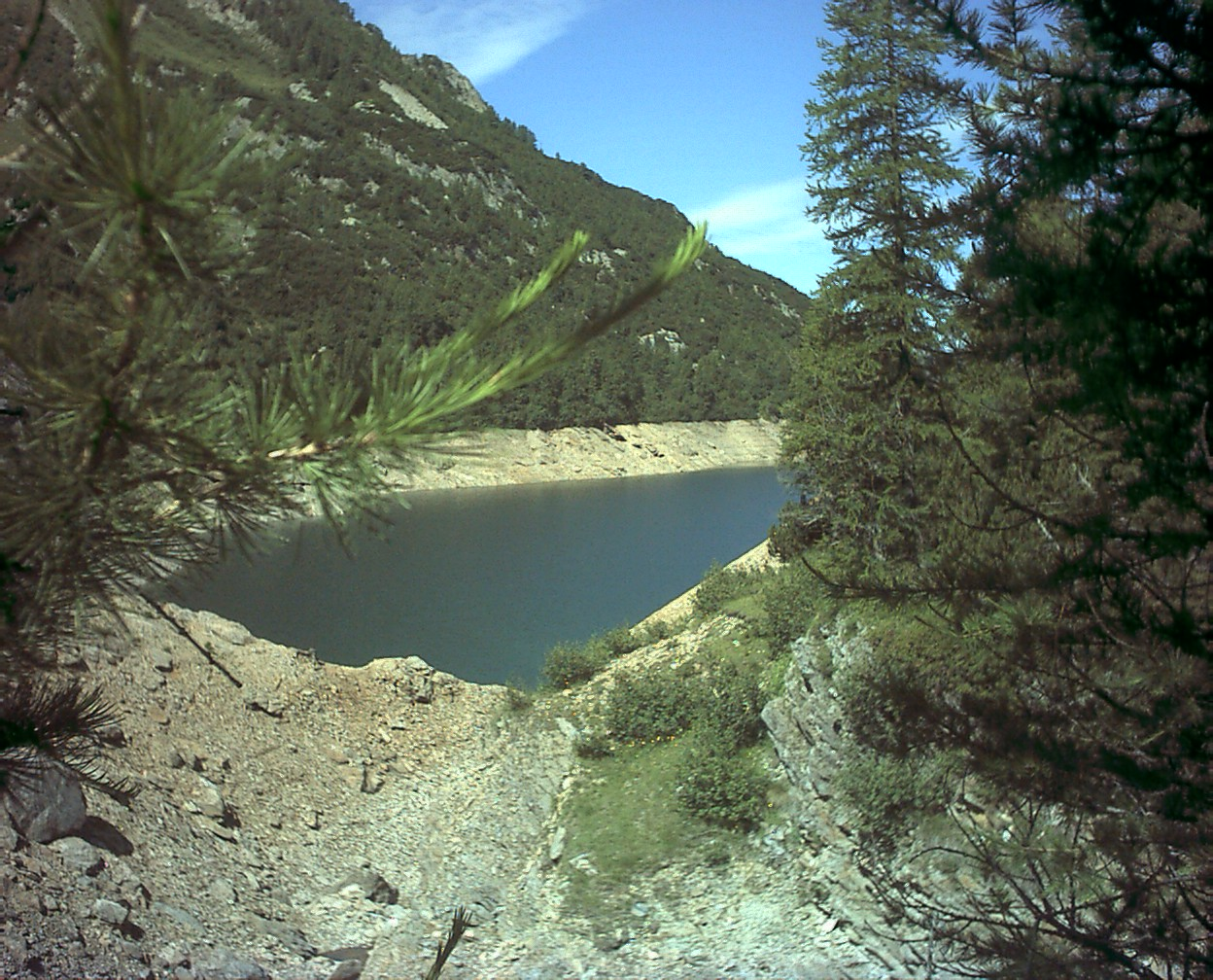